# John Gwyn Jeffreys

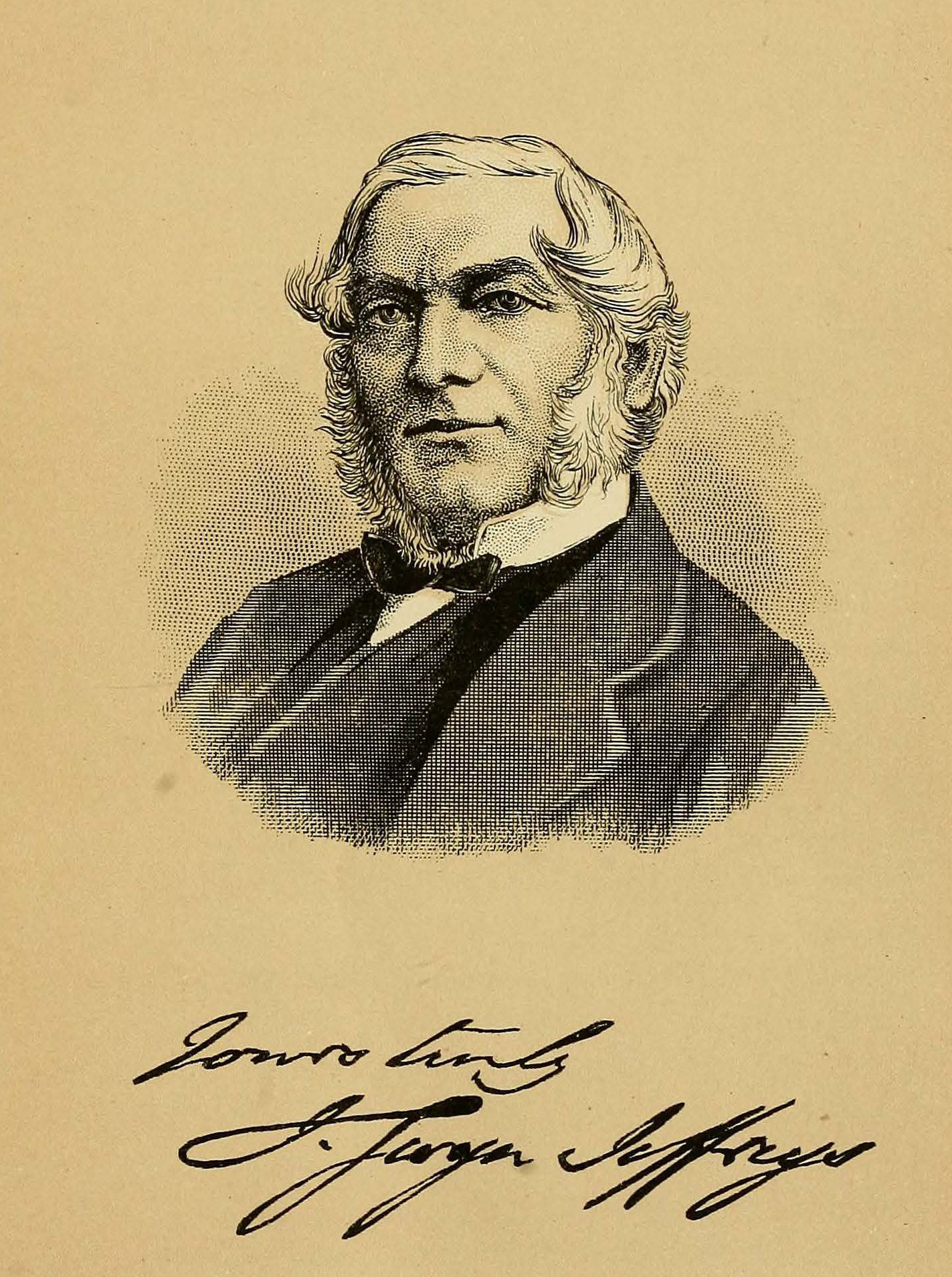
John Gwyn Jeffreys

John Gwyn Jeffreys (* 18. Januar 1809 in  Swansea; † 21. Januar 1885 in Kensington (London)) war ein britischer Malakologe. Er war seit 1840 Fellow der Royal Society.

## Leben
Jeffreys, der Spross einer alteingesessenen angesehenen walisischen Familie, besuchte die Schule in Swansea, war ab 17 Jahren Gehilfe und Lehrling eines Anwalts in Swansea und praktizierte dort als Anwalt und ab 1856 in London. Seine Leidenschaft galt seit seiner Jugend aber dem Sammeln von Muscheln und Schnecken und der Erforschung von deren Biologie. Er unternahm 1861 bis 1865 marine Expeditionen mit einer eigenen Yacht (der Osprey von 51 Fuß Länge) in den Gewässern um England, vor Frankreich, bei den Shetlandinseln, Norwegen und Grönland, wobei er auch andere Wissenschaftler einlud. Dabei gelangen ihm auch eine Reihe von Erstbeschreibungen. Er war wissenschaftlicher Leiter der Porcupine-Expedition (1869/70), der ersten wissenschaftlichen britischen Schleppnetz-Expedition, der französischen Travailleur-Expedition (1880) und der Valorous-Expedition nach Grönland (1875). Er residierte im ehemaligen Kloster Greyfriars Priory in Ware in Herfordshire und war 1877 High Sheriff von Herfordshire. Nach dem Tod seiner Frau zog er nach Kensington.
Seine umfangreiche malakologische Sammlung erwarb die Smithsonian Institution in Washington D. C. (über William Healey Dall), wo sie Teil des National Museum of Natural History ist.
1840 heiratete er Ann Nevill, mit der er einen Sohn und vier Töchter hatte. Er war der Großvater des Physikers Henry Moseley.
Viele marine Taxa sind nach ihm benannt.

## Schriften
- British Conchology, or an account of the Mollusca which now inhabit the British Isles and the surrounding seas. 5 Bände, London: van Voorst, 1862 bis 1869
  - Im Internet Archive: Band 1: Land and freshwater shells, Band 2 Marine shells, Band 3: Marine shells,  Band 4: Marine shells, Band 5: Marine shells